# 堺市立日置荘西小学校
堺市立日置荘西小学校（さかいしりつひきしょうにししょうがっこう）は、大阪府堺市東区にある公立小学校。
児童数が増えたため、堺市立日置荘小学校から分離した。通称「ひきにし」。

## 通学区域
- 堺市東区 日置荘田中町（187及び189番地を除く）、日置荘西町4丁～8丁、日置荘原寺町59～62番地。

## 交通
- 南海高野線 初芝駅 南西へ約900m。